# 中国医学科学院药用植物园
40°01′58″N 116°16′02″E / 40.03286°N 116.26736°E

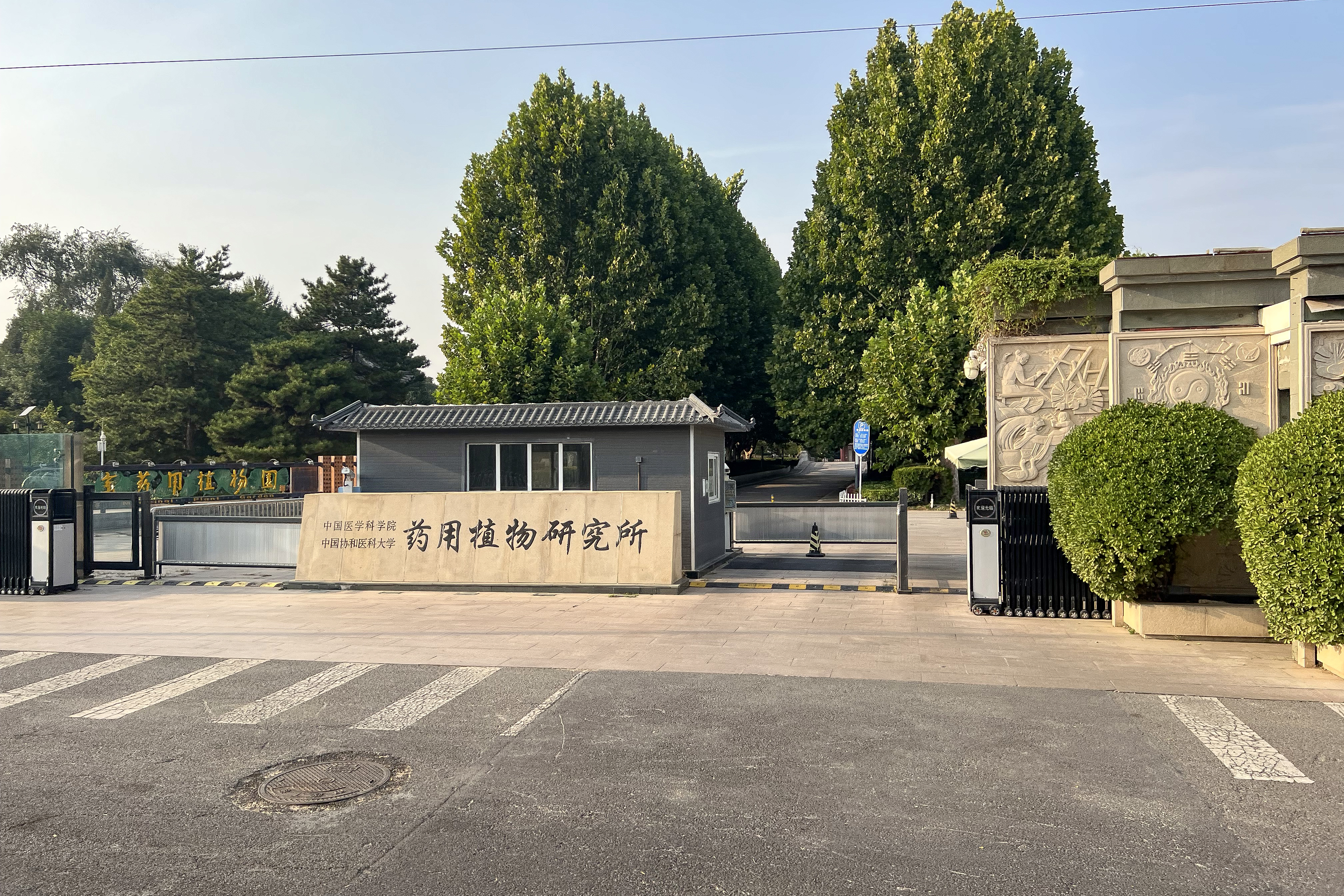
药用植物园正门

中国医学科学院药用植物园，位于北京市海淀区马连洼北路151号，隶属中国医学科学院中国协和医科大学药用植物研究所。

## 简介
中国医学科学院药用植物园原名“北京药用植物园”。1983年8月，中国医学科学院北京协和医学院药用植物研究所和北京药用植物园兴建。
中国医学科学院药用植物园位于北京市西郊百望山下，距离北京市区大约10公里。该植物园是亚洲主要的药用植物园之一，负责收集药用植物品种、保护药用植物资源、宣传并普及中国传统医药学。该植物园也是中国同其他国家和地区的医学界、药学界交流的窗口之一。